# Semaeopus johannis
Semaeopus johannis là một loài bướm đêm trong họ Geometridae.